# Saint-Aignan-des-Noyers
Saint-Aignan-des-Noyers là một xã thuộc tỉnh Cher trong vùng Centre-Val de Loire miền trung Pháp.

## Dân số
| 1962                                | 1968 | 1975 | 1982 | 1990 | 1999 | 2006 |
| ----------------------------------- | ---- | ---- | ---- | ---- | ---- | ---- |
| 123                                 | 128  | 139  | 110  | 84   | 79   | 96   |
| Từ năm 1962 Dân số không tính trùng |      |      |      |      |      |      |